# حظ المبتدئ
حظ المبتدئ هو إشارة إلى ظاهرة النجاح المتكرر للمبتدئين ضد خبير في نشاط معين. يكون عادة من المتوقع أن يتفوق الخبراء على المبتدئين ولكن عندما يحدث العكس يحصل أمر غير بديهي يطلق عليه اسم هذه الظاهرة. يستعمل المصطلح غالبا للإشارة إلى محاولة أولى في الرياضة أو لعب القمار ، ولكن يستخدم أيضا في العديد من السياقات المختلفة.